# Mansaf

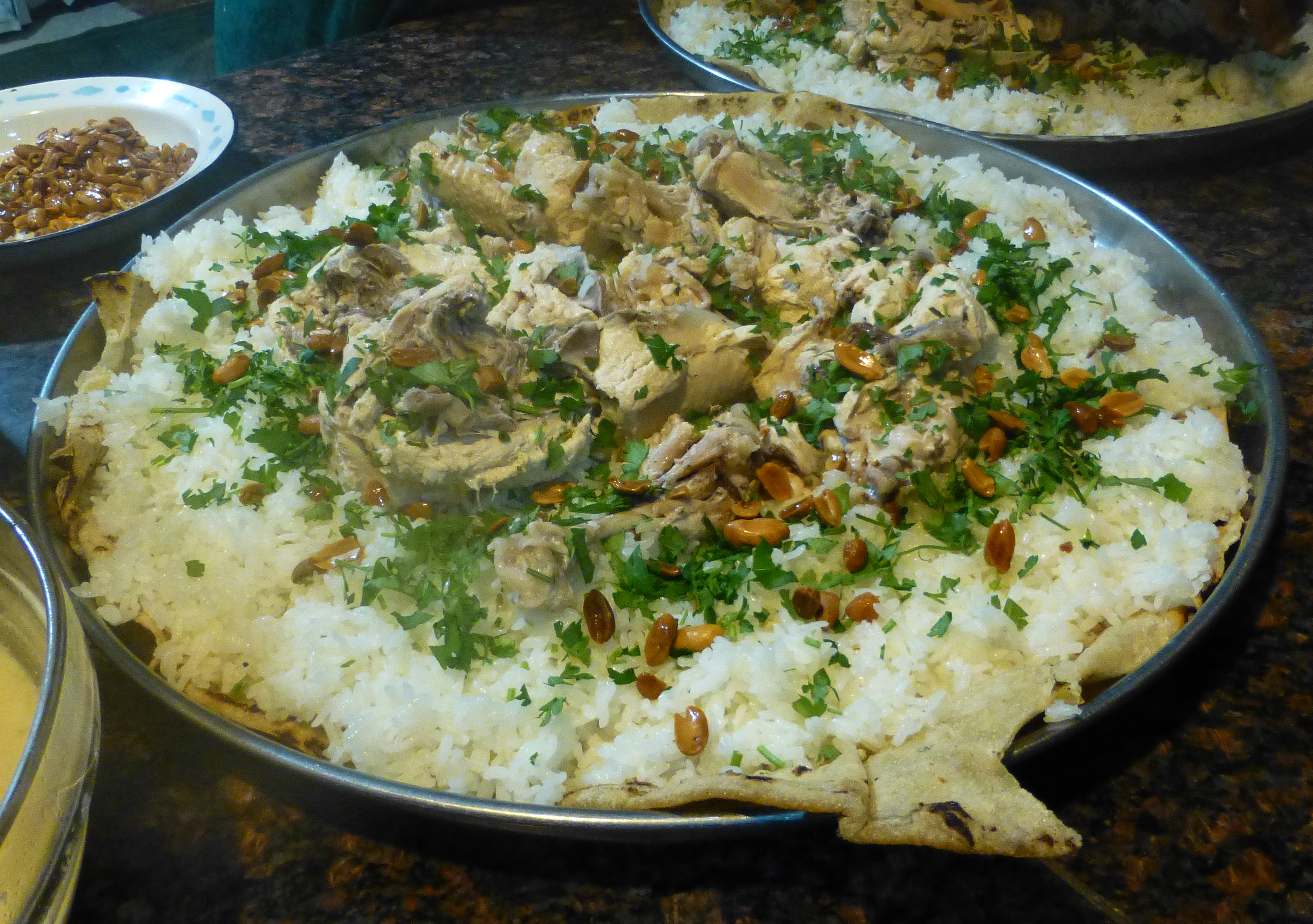
Mansaf

Mansaf (arabisch منسف, DMG mansaf) ist ein arabisches Gericht, das hauptsächlich aus Lamm und Reis (selten Bulgur) besteht und nach dem großen Tablett, auf dem es serviert wird, benannt ist. Die Haschemiten propagieren es als Nationalgericht Jordaniens.
Bis ins 20. Jahrhundert war Mansaf ein Weizengericht, heute wird normalerweise Reis verwendet. Das Lamm wird in einer Brühe aus so genanntem Jameed gekocht, eine Art fermentiertem und dann getrocknetem Laban (im Westen meistens als "Joghurt" bezeichnet) aus Ziegenmilch, der dann wieder durch Wasserzugabe verflüssigt wird. Das Fleisch wird über offenem Feuer erhitzt und umgerührt, damit sich der Jameed nicht absondert.
Zum Würzen werden regional verschiedene Zwiebeln, Knoblauch, Zimt, Baharat, Mandeln und Nüsse verwendet.
Auf das namensgebende Tablett wird beim Servieren erst Fladenbrot (Markook, Shrak) gelegt, darauf kommt der Reis und ganz oben das Fleisch.
Es wird oft aus Beduinentradition im Stehen gegessen mit der Hand vom zentralen Tablett.
Laut Joseph Massad ist das Gericht gar nicht so „typisch jordanisch“, sondern wurde nur vom Königshaus so propagiert.